# Glamorous (sèrie de televisió)
Glamorous (lit. ‘Glamurós’) és una sèrie de televisió estatunidenca de comèdia dramàtica. Creada per Jordon Nardino, es va estrenar a Netflix el 22 de juny de 2023. Ha estat subtitulada al català.

## Sinopsi
En Marco, un jove entusiasta del maquillatge, és contractat com a subaltern de l'ajudant de la Madolyn Adisson, el magnat de la indústria. A través de la feina que té a l'empresa, anomenada Glamorous, en Marco desenvolupa la pròpia identitat, experimenta amb l'amor i construeix noves amistats. Paral·lelament, la Madolyn també creix personalment gràcies a envoltar-se d'en Marco.

## Repartiment

### Principal
- Kim Cattrall com a Madolyn Addison
- Miss Benny com a Marco Mejia
- Jade Payton com a Venetia Kelaher
- Zane Phillips com a Chad Addison
- Michael Hsu Rosen com a Ben
- Ayesha Harris com a Britt
- Graham Parkhurst com a Parker

### Secundari
- Diana-Maria Riva com a Julia Mejia
- Lisa Gilroy com a AlyssaSays
- Ricardo Chavira com a Teddy
- Mark Deklin com a James
- Nicole Power com Mykynnleigh Williams
- Damian Terriquez com a Dizmal Failure
- Kaleb Horn com a Nowhere

### Convidat
- Priyanka com a si mateixa
- Chiquitita com a si mateixa
- Monét X Change com a si mateixa
- Joel Kim Booster com Cliff
- Matt Rogers com a Tony

## Llista d'episodis
| Núm. | Títol                       | Direcció              | Guió            | Data d'estrena original |
| ---- | --------------------------- | --------------------- | --------------- | ----------------------- |
| 1    | «RSVP Now!»                 | Todd Strauss-Schulson | Jordon Nardino  | 22 de juny de 2023      |
| 2    | «Secret Location»           | Todd Strauss-Schulson | Justin W. Lo    | 22 de juny de 2023      |
| 3    | «Back of the Line»          | Brennan Shroff        | Ashley Skidmore | 22 de juny de 2023      |
| 4    | «Cash Only»                 | Brennan Shroff        | Jordon Nardino  | 22 de juny de 2023      |
| 5    | «I Cannot Accommodate You»  | Brennan Shroff        | Celeste Vasquez | 22 de juny de 2023      |
| 6    | «We Are at Capacity»        | David Warren          | Justin W. Lo    | 22 de juny de 2023      |
| 7    | «I Don't Care Who You Know» | Brennan Shroff        | Tony L. Gomez   | 22 de juny de 2023      |
| 8    | «Are You on the List?»      | David Warren          | Jordon Nardino  | 22 de juny de 2023      |
| 9    | «Come Thru»                 | Rebecca Asher         | Ashley Skidmore | 22 de juny de 2023      |
| 10   | «Tip the Girls»             | Rebecca Asher         | Jordon Nardino  | 22 de juny de 2023      |

## Producció
L'episodi pilot de la sèrie va ser anunciat el novembre del 2018. L'any següent, la productora nounata Two Shakes Entertainment, dirigida per Damon Wayans Jr., el va rodar i vendre a la cadena The CW. El juny del 2019, van cancel·lar el projecte, així que va ser adquirit per Netflix l'abril del 2022. La primera temporada es va ser gravar entre el juliol i el novembre del 2022, sobretot a Ontario, en concret a Toronto, tot i que s'ambienta a Nova York.

## Recepció
El lloc web Rotten Tomatoes, basant-se en 16 ressenyes professionals, va aprovar la sèrie amb un 50% i va puntuar-la amb una mitjana de 5,4/10 punts. Es va arribar al següent consens: «Malgrat que diversos aspectes de Glamorous mereixen ser celebrats, pel seu toc delicat no aconsegueix seduir l'espectador de debò». Mentrestant, Metacritic, a partir de la mitjana ponderada de 7 crítiques, va valorar-la amb un 57/100 i va indicar que se situava en la franja dels productes audiovisuals amb «crítiques heterogènies o mitjanes».
Pel que fa a la crítica professional, Maria Folqué del Diari de Barcelona va comparar la protagonista femenina i la premissa de la sèrie amb El diable es vesteix de Prada. Va destacar-ne el següent: «Glamorous reuneix un seguit de personatges caòtics, però divertits, amics i enemics, amb més i menys oportunitats. I tots en el món del maquillatge». D'altra banda, per a Hugo Dumas de La Presse, la sèrie «pateix de pobresa general per un guió diluït i ple de clixés. I realment és una pena. Perquè aquesta sèrie, a mig camí entre Yo soy Betty, la fea i The Bold Type, posa el focus en un seguit de personatges que pertanyen a la comunitat LGBTQ+ i li dona visibilitat en un període en què la mera aparició d'una drag queen a la televisió desencadena una disputa brutal a Twitter».
Durant mig mes, va ser una de les 10 sèries més vistes a Netflix. Va assolir un total de 43,1 milions d'hores vistes arreu del món.